# Florence Bates
Florence Bates (* 15. April 1888 in San Antonio, Texas; † 31. Januar 1954 in Burbank, Kalifornien; eigentlich Florence Rabe) war eine US-amerikanische Filmschauspielerin.

## Leben
Florence Bates wurde als zweite Tochter jüdischer Einwanderer in San Antonio geboren. Als Kind spielte sie Klavier; aufgrund einer Handverletzung musste sie jedoch ihre Pläne, eine erfolgreiche Konzertpianistin zu werden, aufgeben. Nach einem Mathematikstudium an der University of Texas, das sie 1906 erfolgreich abschloss, war sie als Lehrerin tätig. 1909 heiratete sie ihren ersten Mann und gab bald darauf ihren Beruf auf, um sich um die gemeinsame Tochter Ann zu kümmern. Als die Ehe in Scheidung endete, nahm Bates ein Jurastudium auf und machte 1914 nach nur sechs Monaten ihr Examen. Mit 26 Jahren war sie eine der ersten Frauen, die in Texas als Anwältin ihren Lebensunterhalt verdienten. Sie arbeitete vier Jahre in diesem Beruf. Nach dem Tod ihrer Eltern übernahm sie mit ihrer Schwester den familieneigenen Antiquitätenladen. Als auch ihre Schwester starb und die Weltwirtschaftskrise einsetzte, sah sich Bates gezwungen, den Antiquitätenladen 1929 zu schließen. Noch im selben Jahr heiratete sie den Geschäftsmann William F. Jacoby, der in Texas mit Öl zu Wohlstand gekommen war. Als dieser sein Vermögen verlor, zogen er und Bates nach Los Angeles, wo sie eine Bäckerei eröffneten.
Mitte der 1930er Jahre wollte sich Bates mit über 40 auch als Schauspielerin beweisen. Im Pasadena Playhouse war sie fortan mehrfach auf der Bühne zu sehen. Als sie die Rolle der Miss Bates in einer Theateradaption von Jane Austens Emma spielte, nahm sie, abgeleitet von ihrer Rolle, den Künstlernamen Florence Bates an. 1940 hatte sie ihren ersten nennenswerten Leinwandauftritt als eitle Mrs. Van Hopper in Alfred Hitchcocks Rebecca neben Joan Fontaine und Laurence Olivier. In den folgenden 13 Jahren war sie als Charakterdarstellerin in mehr als 60 Filmen zu sehen. Zumeist spielte sie matronenhafte und wohlhabende Damen wie in den beiden Lubitsch-Filmkomödien Ein himmlischer Sünder (1943) und Cluny Brown auf Freiersfüßen (1946).
Ihre einzige Tochter, Ann, starb in den 1940er Jahren im Kindbett. Nach dem Tod ihres zweiten Mannes im Jahr 1951 wurde Bates’ eigene Gesundheit zunehmend schlechter. Sie trat dennoch in Fernsehserien wie I Love Lucy (1952) auf. Sie starb 1954 im Alter von 65 Jahren an einem Herzinfarkt. Ihr Grab befindet sich im Forest Lawn Memorial Park in Glendale, Kalifornien.

## Filmografie (Auswahl)
- 1940: Rebecca
- 1940: Fräulein Kitty (Kitty Foyle)
- 1940: Die Stunde der Vergeltung (The Son of Monte Cristo)
- 1941: Mary und der Millionär (The Devil and Miss Jones)
- 1941: Love Crazy
- 1941: The Chocolate Soldier
- 1942: We Were Dancing
- 1942: Der Besessene von Tahiti (The Moon and Sixpence)
- 1943: Mr. Lucky
- 1943: Ein himmlischer Sünder (Heaven Can Wait)
- 1943: Die Stubenfee (His Butler’s Sister)
- 1944: Die Maske des Dimitrios (The Mask of Dimitrios)
- 1944: Als du Abschied nahmst (Since You Went Away)
- 1944: Kismet
- 1944: Belle of the Yukon
- 1945: Tonight and Every Night
- 1945: Das Spiel mit dem Schicksal (Saratoga Trunk)
- 1945: Ein Mann der Tat (San Antonio)
- 1946: Der Himmel voller Geigen (The Time, the Place and the Girl)
- 1946: Whistle Stop
- 1946: Tagebuch einer Kammerzofe (The Diary of a Chambermaid)
- 1946: Cluny Brown auf Freiersfüßen (Cluny Brown)
- 1947: Besuch in Kalifornien (The Man I Love)
- 1947: Das Doppelleben des Herrn Mitty (The Secret Life of Walter Mitty)
- 1948: Geheimnis der Mutter (I Remember Mama)
- 1948: Jenny (Portrait of Jennie)
- 1948: Rivalen am reißenden Strom (River Lady)
- 1948: My Dear Secretary
- 1949: Ein Brief an drei Frauen (A Letter to Three Wives)
- 1949: Heut’ gehn wir bummeln (On the Town)
- 1949: Venus am Strand (The Girl from Jones Beach)
- 1950: The Hank McCune Show (TV-Serie)
- 1951: Verschwörung im Nachtexpreß (The Tall Target)
- 1951: Das Wiegenlied vom Broadway (Lullaby of Broadway)
- 1952: Die Legion der Verdammten (Les Miserables)
- 1952: Menschenjagd in San Francisco (The San Francisco Story)
- 1952: I Love Lucy (Fernsehserie, Folge Pioneer Women)